# Letrozol
Letrozol ist ein Arzneistoff aus der Gruppe der Aromatasehemmer. Es wird oral eingenommen. Letrozol wurde 1989 von Ciba-Geigy unter dem Markennamen Femara patentiert und wird zur Behandlung von primärem und metastasierendem Brustkrebs bei postmenopausalen Frauen eingesetzt.

## Wirkungsmechanismus
Letrozol hemmt eine übermäßige Aromatisierung von Androgenen zu Östrogenen. Die Wirkung und Stärke ähnelt der des Anastrozol.

## Missbrauch als Dopingmittel
Der Wirkstoff wurde 2008 von der World Anti-Doping Agency (WADA) auf die Verbotsliste gesetzt. Ein Besitz von mehr als 75 mg wird nach dem Arzneimittelgesetz, gemäß der Dopingmittel-Mengen-Verordnung als „nicht geringe Menge“ gewertet.

## Nebenwirkungen
- Hitzewallungen und Errötungen (Flushes)
- Müdigkeit
- Kopfschmerzen
- Übelkeit
- Depressionen
- Schlafstörungen
- Muskel- und Gelenkschmerzen